# Dia da Europa

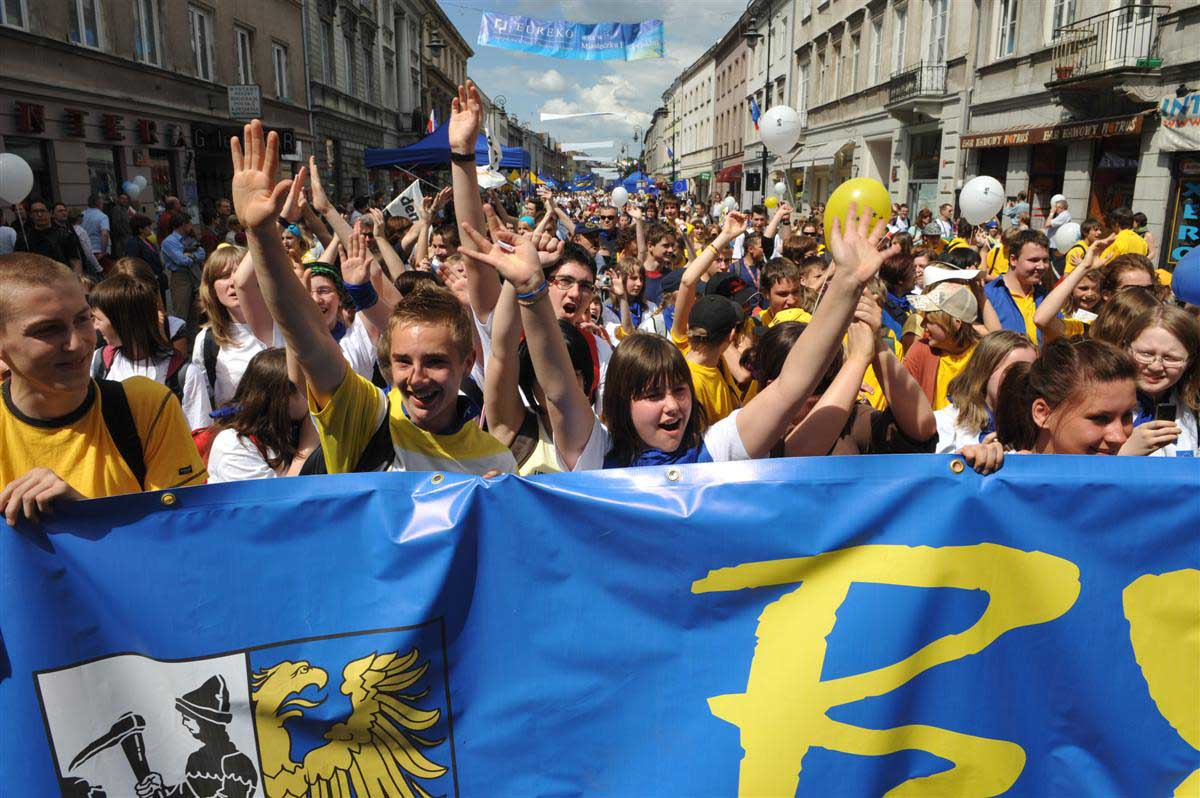
Desfile do Dia da Europa em Varsóvia, Polônia

O dia da Europa ou dia da União Europeia é uma data comemorativa celebrada anualmente na Europa (ou na União Europeia) no dia 9 de maio. A data escolhida reflete o dia 9 de maio de 1950, em que o estadista francês Robert Schuman avançou com a proposta de uma entidade europeia supranacional. Essa proposta ficou conhecida como a Declaração Schuman e é considerada o embrião da atual União Europeia.
O Dia da Europa é, juntamente com a bandeira, o hino, a divisa ("Unida Na Diversidade") e o euro, um dos símbolos da identidade comum da União Europeia.

## História
O Conselho da Europa foi fundado em 5 de maio de 1949 e, portanto, escolheu esse dia para suas comemorações quando estabeleceu o feriado em 1964.
O "Dia da Europa" da UE foi instituído em 1985 pelas Comunidades Europeias (a organização antecessora da UE). A data comemora a Declaração Schuman de 9 de Maio de 1950, apresentada por Robert Schuman, que propunha a partilha das indústrias do carvão e do aço francesas, italianas e da Alemanha Ocidental. Isto levou à criação da Comunidade Europeia do Carvão e do Aço, a primeira Comunidade Europeia, criada em 18 de Abril de 1951.
Uma "série de ícones culturais" foi lançada pela Comissão Europeia em 1985, em reação ao relatório da comissão ad hoc "por uma Europa dos Cidadãos", presidida por Pietro Adonnino. O objetivo era facilitar a integração europeia através da promoção de uma identidade pan-europeia entre as populações dos Estados-Membros da CE. O Conselho Europeu adoptou o "Dia da Europa", juntamente com a bandeira da Europa e outros pontos, em 29 de Junho de 1985, em Milão.
Após a fundação da União Europeia em 1993, a observância do Dia da Europa pelas autoridades nacionais e regionais aumentou significativamente. A Alemanha, em particular, foi além de celebrar apenas o dia, desde 1995 estendendo a celebração a uma "Semana da Europa" inteira (Europawoche [de]) centrada em 9 de maio. Na Polônia, a Fundação Schuman [pl], uma organização polaca de defesa da integração europeia criada em 1991, organizou pela primeira vez a sua Parada Schuman de Varsóvia [pl] no Dia da Europa de 1999, na altura defendendo a adesão da Polônia à UE.
A celebração do dia 9 de maio como "Dia da Europa" foi comunicada "em toda a Europa" a partir de 2008. Em 2019, o dia 9 de maio tornou-se um feriado oficial no Luxemburgo todos os anos, para assinalar o Dia da Europa. A escolha pela UE da data de fundação da Comunidade Europeia do Carvão e do Aço em vez da própria UE estabeleceu uma narrativa em que o discurso de Schuman, preocupado em induzir o crescimento econômico e cimentar a paz entre a França e a Alemanha, é apresentado como antecipando uma "vocação da União Europeia para ser o principal quadro institucional" para a integração europeia de muito maior alcance das décadas posteriores.
A Constituição Europeia teria consagrado juridicamente todos os símbolos europeus nos Tratados da UE; no entanto, o tratado não foi ratificado em 2005, e o uso continuaria apenas da maneira atual de fato. O substituto da Constituição, o Tratado de Lisboa, contém uma declaração de dezesseis membros que apoiam os símbolos. O Parlamento Europeu "reconheceu formalmente" o Dia da Europa em outubro de 2008.